# Typhlocybella parva
Typhlocybella parva är en insektsart som beskrevs av Ruppel och Delong 1953. Typhlocybella parva ingår i släktet Typhlocybella och familjen dvärgstritar. Inga underarter finns listade i Catalogue of Life.